# Jóan Petur Gregoriussen
Jóan Petur Gregoriussen, également connu sous le nom de Jóan Petur upp í Trøð, est un poète féroïen.
Né le 1er juin 1845 à Kvívík, sur l’île de Streymoy, Jóan Petur Gregoriussen a grandi en compagnie de Joen Danielsen, autre poète féroïen de deux ans son aîné. Sa mère était originaire de Kvívík et son père de l’île voisine de Nólsoy. À cette époque, Venceslaus Ulricus Hammershaimb, philologue et père de la langue écrite féroïenne, était pasteur dans le nord de l’île (1855-1862). C’est lui qui sensibilisa les deux garçons à leur langue maternelle, leur procurant des livres en féroïen. Les liens d’amitié perdurèrent après le départ de Hammershaimb pour le Danemark, en 1878.
De nos jours encore, de nombreux Féroïens connaissent par cœur les poèmes de Gregoriussen, notamment la Brúðarvísan (Ballade nuptiale), souvent chantée à l’occasion des mariages. 
Outre ses activités littéraires, Jóan Petur Gregoriussen cultivait un lopin de terre dont il était propriétaire, et travailla également comme marin et comme forgeron. Il passa 3 ans de suite, de 1867 à 1870, les mois de printemps et d’automne sur des bateaux de pêche au large de l’Islande. C’est lors d’une escale dans ce pays, qui dépendait à l’époque, tout comme les Féroé, de la couronne danoise (l’Islande ne deviendra une république indépendante qu’en 1944), qu’il prit conscience, un dimanche qu'il allait au temple, du fait que le culte y était célébré en islandais, à la différence des îles Féroé où la langue nationale n’était pas reconnue. Bien des années plus tard, il laissa un témoignage de cette expérience dans le Føringatíðindi, le premier journal en langue féroïenne, fondé en 1890. En 1888, lorsque la Société féroïenne (Føringafelag) fut créée, Gregoriussen devint un militant enthousiaste.
Très engagé politiquement, militant de la cause féroïenne à une époque où la seule langue officielle de l’archipel était le danois, il s’intéressait à l’actualité internationale de son temps. Ainsi, quelques mois seulement avant sa mort, il publia dans la revue Fuglaframi un long poème (kvæði) de 112 vers (16 strophes de 7 vers) sur la guerre des Boers, intitulé Nakað lítið um Transvaalbardagan et destiné à être chanté sur l’air de la Brúðarvísan.
Jóan Petur Gregoriussen s’essaya également à la traduction. Au début des années 1890, il traduisit en féroïen le chapitre 8 de l’Évangile de Marc, le Cantique des Cantiques (en collaboration avec V. U. Hammershaimb) et la Première épître de Pierre.
En 1873, à l’âge de 28 ans, il épousa une jeune fille de son village natal. Le couple n’eut pas d’enfant. Sa femme mourut en 1895. Il lui survécut six ans et décéda le 15 novembre 1901, à l’âge de 56 ans.

## Sources et références
- Article Wikipedia J. P. Gregoriussen en féroïen
- Jacobsen, M.A. préface à l'édition des poèmes complets de J.P. Gregoriussen, Yrkingar, Felagið Varðin, Tórshavn 1928, réimpression Emil Thomsen, Tórshavn 1984
- Næs, Katrin Føroyingur fyrst – og Kristin so, in Lenvig, Tummas et Næs, Katrin Tveir yrkjarar úr Kvívík, Fróðskapur (Setursrit no 3), Tórshavn 2006
- http://www.flb.fo (site de la Bibliothèque nationale des Féroé)